# Virgil Vochină
Virgil Vochină este un realizator de emisiuni de televiziune și de radio din România, general de poliție român.
Este absolvent al Facultății de Drept și al Școlii de ofițeri activi de poliție din București.
S-a făcut cunoscut prin emisiunile longevive „Reflecții Rutiere” și „Europolice”.
Este unul dintre puținii realizatori de televiziune care au luat Marele Premiu Internațional al Festivalului de la Karlovi Vary în 1986 - premiul pentru film documentar și de scurtmetraj intitulat «Fără comentariu» cu titlul «No comment» - realizat la TVR împreună cu editorul de imagine Dan Nanoveanu.
A fost președinte al Asociației Accidentelor de Circulație.
Este divorțat și are doi copii.